# Meu Sistema
Meu Sistema (título original em língua alemã, Mein System) é considerado uma obra-prima da literatura enxadrística escrita por Aaron Nimzowitsch, um dos fundadores da Escola Hipermoderna, em 1925.
A obra foi traduzida pela primeira vez para a língua portuguesa em 2007 e publicada pela Editora Solis. Antes somente era possível obter a obra nas livrarias brasileira em espanhol com o título de Mi Sistema.
O livro 'Meu Sistema' é considerado por muitos como o mais importante da literatura enxadrística. Escrito em 1925 e somente agora traduzido para o português, esse livro vem acompanhando gerações de jogadores ao redor do mundo. Seu autor, Aaron Nimzovitsch (Riga 1886-Copenhagem 1935), um dos mais proeminentes jogadores de sua época, é considerado o pai da Escola Hipermoderna do xadrez. Essa escola revolucionou a abordagem teórica do jogo e é a base do desenvolvimento do xadrez nos últimos 95 anos. Muitos jogadores de elite, como por exemplo o ex-Campeão Mundial Tigran Petrosian, tiveram no estudo de 'Meu Sistema' a fonte do desenvolvimento de suas carreiras esportivas. Esse livro é fundamental para a compreensão estratégica e evolução prática no jogo de xadrez. É um livro de estudo obrigatório para todos os jogadores que queiram evoluir em competições e torneios, sendo bastante recomendado para adoção em escolas onde esse jogo é ensinado.
Aaron Nimzowitsch